# Беззубово (Орехово-Зуевский район)
Беззубово — деревня в Орехово-Зуевском районе Московской области России. Входит в состав сельского поселения Ильинское (до 8 апреля 2004 года — Беззубовский сельский округ). Население — 132 чел. (2010).

## История
Деревня расположена в исторической области Гуслицы. В XIX веке эта деревня являлась центром Беззубовской волости Богородского уезда Московской губернии. В XIX веке подавляющее большинство жителей деревни были старообрядцами.
О Беззубово подробно сказано в «Записках волостного секретаря», написанном секретарём Беззубовского Волостного Совета С. Ив. Логиновым, которые он вёл в 1919—1922 годах.

## История беззубовской школы
24.05.2010 в деревне была ликвидирована школа (возраст — 125 лет), основанная 23 октября 1886 года. В те времена эта земская школа была центром образования и культуры всей Беззубовской волости. Её попечителями были местные фабриканты братья Петрашовы.
Сначала школа была трёхклассная. Учеников обучали истории Закона Божьего (по Священному писанию и выдержкам из старообрядческих книг), письму, чтению, арифметике, старославянскому языку. Образование в школе было платным. Семья Петрашовых оплачивала образование детям, которые помогали им по хозяйству. После трёхлетнего обучения человек считался высокообразованным и мог служить в армии на год меньше.
После Октябрьской революции школа стала четырёхклассной, была отделена от церкви. Образование стало обязательным.
В 1930-м году из начальной школа была преобразована в семилетнюю и располагалась уже в 4 зданиях. Здесь обучалось до 400 детей не только из ближних, но и из дальних деревень. Школа в то время была образцово-показательной. В ней действовали музыкальный, драматический, хоровой и акробатический кружки. При школе был фруктовый сад, а также своя лошадь, на которой возили дрова и распахивали землю на пришкольном участке, где работники школы и ученики выращивали овощи.
В 1965 году к школе сделали пристройки, провели центральное отопление. Было организовано горячее питание.
В 1981 году в школе был открыт исторический музей Героя Советского Союза штурмана Чкаловского экипажа А. В. Белякова.
В настоящее время дети деревни Беззубово посещают Ильинскую среднюю общеобразовательную школу в селе Ильинский Погост.

## Население
| 1926 | 2002 | 2006 | 2010 |
| ---- | ---- | ---- | ---- |
| 752  | ↘216 | ↘202 | ↘132 |

## Расположение
Деревня Беззубово расположена на правом берегу реки Десна (приток Гуслицы), примерно в 38 км к югу от центра города Орехово-Зуево и в 3 км южнее села Ильинский Погост. Деревню окружают леса.
Деревня расположена по двум сторонам от трассы Егорьевск — Москва на востоке Московской области в 81 км от МКАД, между отличающимися по размеру населёнными пунктами. С ней по соседству находятся село Ильинский Погост (самое крупное — проживает 1700 жителей), деревни: Внуково (в пределах километра), Игнатово, Ащерино, Барышово, Костенево, Зевнево.
Деревня Беззубово расположена в пяти километрах от Московского большого кольца и рядом с магистралью Р-106.
В 1 км от деревни находится платформа «Беззубово» (ранее «32 км») Казанского направления МЖД.

## Инфраструктура
В деревне пуск газа состоялся 6 мая 2016 года. Распределительный газопровод среднего давления строился по проекту ПК «Беззубово-Газ». Есть электричество и отопление, автобусная остановка, магазин, почтовое отделение, библиотека (закрыта), сельский клуб. В соседнем посёлке Ильинский Погост имеется развитая инфраструктура: школа, детский сад, магазины, сельская администрация и т. д.
В деревне Беззубово нет вновь спроектированных коттеджных поселений, включающих собственную инфраструктуру. Здесь старинные деревянные дома с красивыми резными ставнями стоят по соседству с новыми из металлопластика, которые строят дачники.
19 декабря 2014 года был введён в эксплуатацию после реконструкции мост через реку Десна длиной 41,95 метра, расположенный на региональной автодороге 46К-5061. В ходе работ был произведён демонтаж старой конструкции и строительство нового сооружения, также была расширена проезжая часть, уложен асфальт и обустроены тротуары шириной по 1,5 метра. Данный мостовой переход связывает сельские населённые пункты с Московским большим кольцом, Егорьевским шоссе и городом Егорьевск.

## Предприятия и учреждения
д. Беззубово, 80А:
- ОПС № 142655[12]
- Сельский клуб[13]

## Известные уроженцы
Беляков, Александр Васильевич — штурман, преподаватель Военно-воздушной академии имени Н. Е. Жуковского и начальник военной кафедры МФТИ, участник Великой Отечественной войны, Герой Советского Союза (1937).